# Finnish Design Center
Finnish Design Center var under åren 1960–1987 en permanent utställning  av finländsk design i Helsingfors. 
Finnish Design Center grundades 1960 av den finländska industrin, A. Ahlström, Fiskars, Tampella och Villayhtymä. Lokal hyrde man i början hos Artek i Järnhuset vid Centralgatan och centrets inredning planerades av inredningsarkitekten Olli Borg. Senare flyttades verksamheten till den nya hallbyggnaden vid Kaserngatan där den pågick till 1987. I slutet av detta år grundades Design Forum Finland för att befrämja industriell formgivning i Finland.